# Virginia Pereira Álvarez
Virginia Pereira Álvarez nació en Ciudad Bolívar, estado Bolívar, en 1888. Fue la primera mujer en inscribirse en la carrera de medicina en Venezuela.

## Carrera profesional
Fue maestra normalista, graduada en el año de 1903.
Comenzó estudios de Medicina en la Universidad Central de Venezuela en el año 1911, emigrando a Estados Unidos en el año de 1912. Se estableció en Filadelfia; en el Woman´s Medical College of Pensylvania, obteniendo su título en el año 1920.
Regresó a Venezuela en 1921, y formó parte del equipo que junto al Doctor Arnoldo Gabaldón comenzó a investigar las posibles curas del Paludismo.
Se destacó también como poetisa y narradora, y es autora de la novela El Ávila mira hacia abajo, publicada en 1946.
Fue delegada por el estado Bolívar en la Sociedad Bolivariana de Venezuela, y vocal a nivel nacional.
Se casó, y se separó en el año 1943 debido a problemas conyugales.
Murió el 12 de abril de 1947 en Filadelfia, Pensilvania, a causa de una hipertensión no controlada y problemas cardíacos. Su lápida se encuentra en el Fernwood Cemetery de dicha localidad.